# سرخه ساروخلیل
سرخه ساروخلیل یکی از روستاهای استان آذربایجان شرقی است که در دهستان عباس غربی بخش تیکمه‌داش شهرستان بستان‌آباد واقع شده‌است.این روستا ۲۴۶ نفر جمعیت دارد.